# Lý Tiểu Lâm (sinh năm 1953)
Lý Tiểu Lâm (sinh ngày 21 tháng 10 năm 1953) là Bí thư Đảng đoàn, Hội trưởng Hội Hữu nghị Đối ngoại Nhân dân Trung Quốc.

## Tiểu sử
Lý Tiểu Lâm sinh ngày 21 tháng 10 năm 1953, người huyện Hồng An, tỉnh Hồ Bắc. Tháng 2 năm 1969, Lý Tiểu Lâm tham gia công tác, trở thành chiến sĩ đại đội đo vẽ bản đồ 23, Bộ Tổng Tham mưu PLA. Tháng 4 năm 1972 đến tháng 9 năm 1975, bà tại Đại học Vũ Hán. Tháng 7 năm 1973, bà gia nhập Đảng Cộng sản Trung Quốc. Năm 1982 đến năm 1983, bà học ở Đại học California tại Los Angeles và được trao học vị thạc sĩ lịch sử.
Tháng 3 năm 1990, bà được bổ nhiệm làm Bí thư thứ nhất Đại sứ quán Trung Quốc tại Hoa Kỳ. Tháng 11 năm 1996, bà được bổ nhiệm giữ chức Phó Hội trưởng Hội Hữu nghị Đối ngoại nhân dân Trung Quốc. Tháng 4 năm 2002, bà trở thành Phó Bí thư Đảng đoàn, Phó Hội trưởng Hội Hữu nghị Đối ngoại Nhân dân Trung Quốc.
Tháng 4 năm 2007, bà được bổ nhiệm Bí thư Đảng đoàn, Phó Hội trưởng Hội Hữu nghị Đối ngoại Nhân dân Trung Quốc. Tháng 9 năm 2011, bà được bổ nhiệm giữ chức vụ Bí thư Đảng đoàn, Hội trưởng Hội Hữu nghị Đối ngoại Nhân dân Trung Quốc.
Bà là Ủy viên Chính hiệp toàn quốc khóa X (2003-2008), khóa XI (2008-2013). Bà cũng là Ủy viên Thường vụ Chính hiệp toàn quốc khóa XII nhiệm kỳ 2013-2018.

## Đời tư
Lý Tiểu Lâm là một trong bốn người con của nguyên Chủ tịch nước Lý Tiên Niệm với người vợ thứ hai Lâm Giai Mi.
Lý Tiểu Lâm là vợ của Lưu Á Châu, Thượng tướng, nguyên Chính ủy Đại học Quốc phòng PLA.